# Artemisia schmidtiana

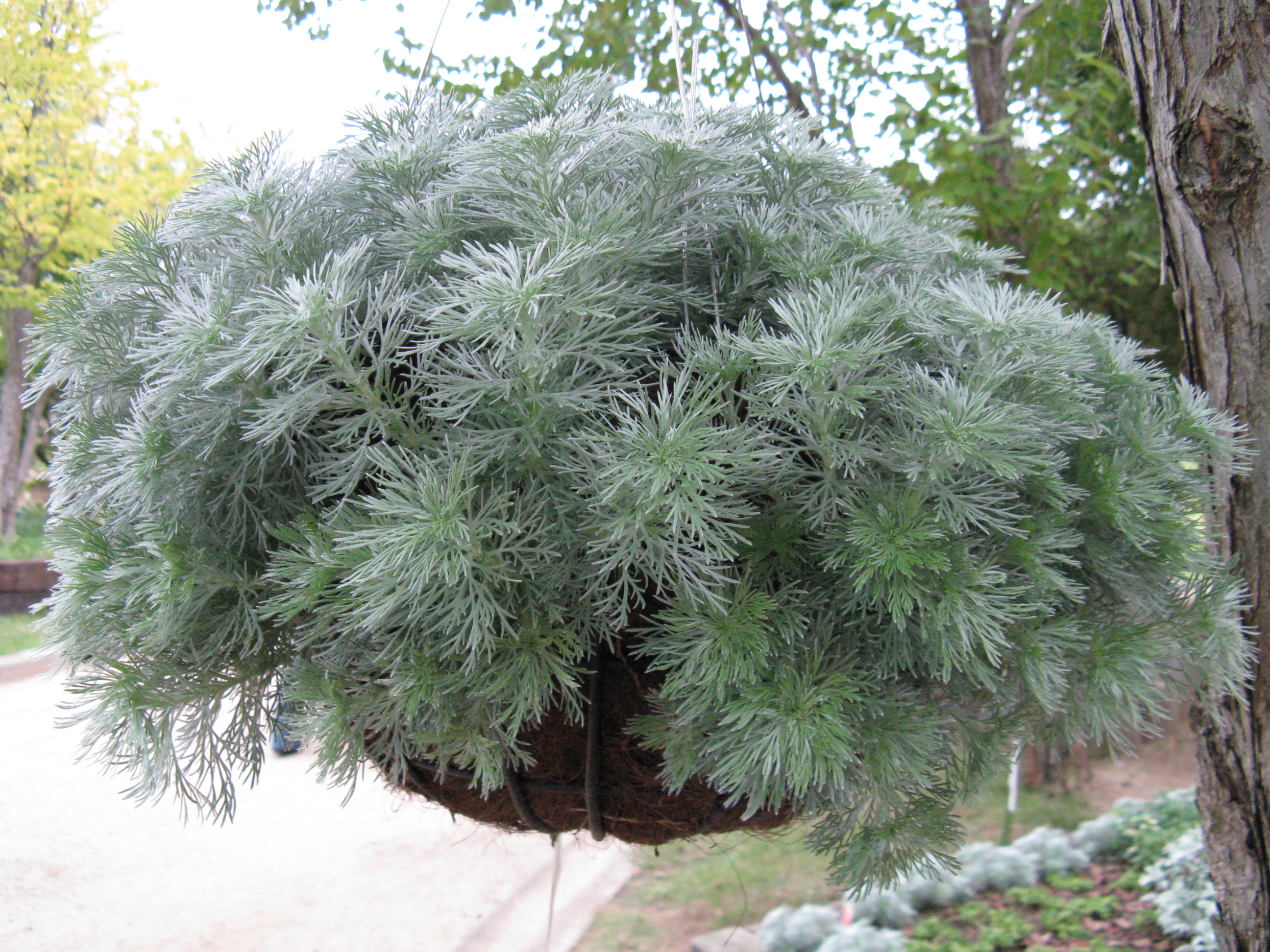
Portamento

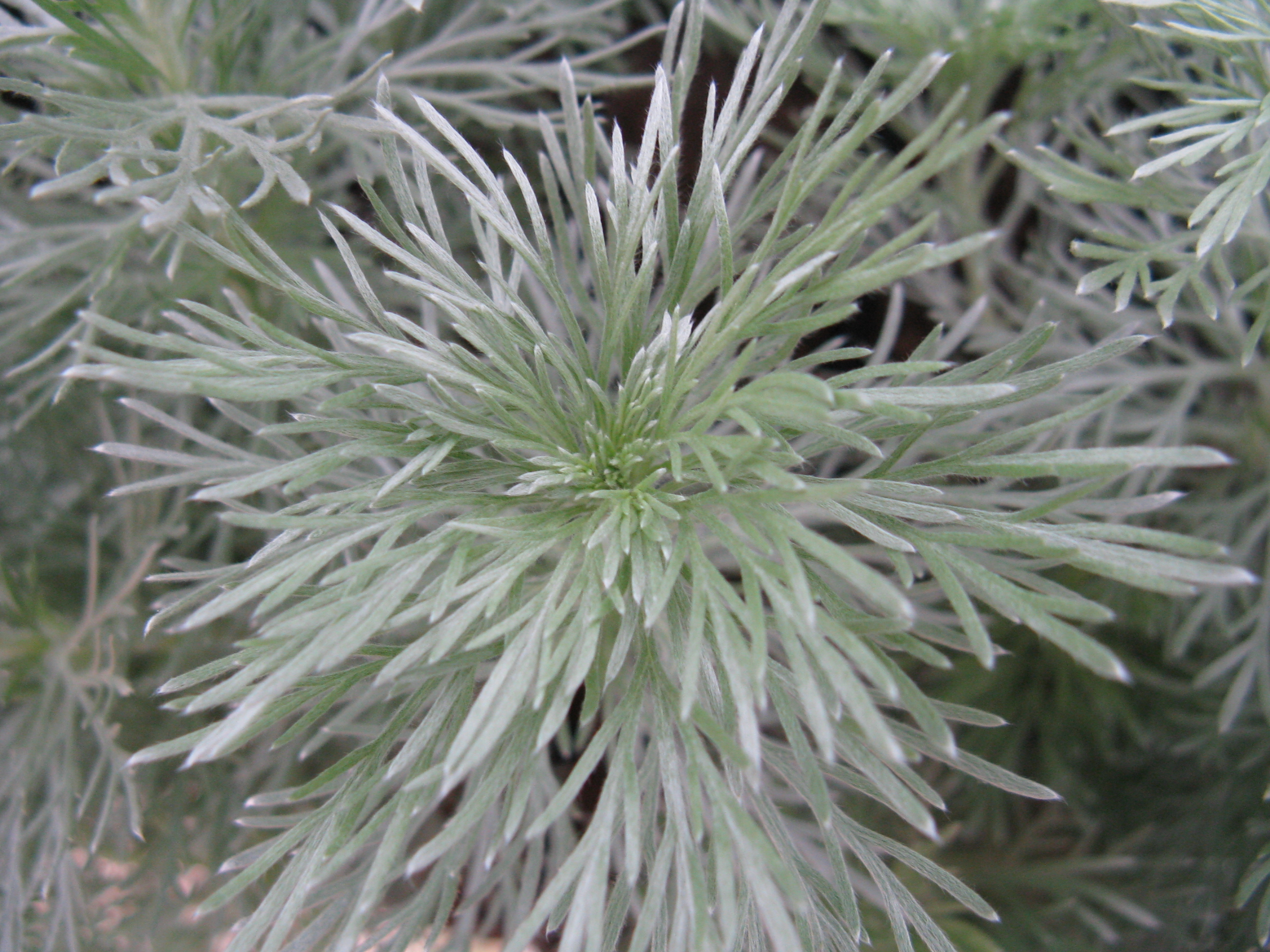
Foglie

L'Artemisia schmidtiana L., 1753 è una piccola pianta erbacea, perenne, appartenente alla famiglia delle Asteraceae.

## Etimologia
L'etimologia del termine generico (Artemisia) non è sicura e sembra che derivi da Artemisia, consorte di Mausolo, re di Caria; ma anche, secondo altre etimologie, potrebbe derivare dalla dea della caccia (Artemide), oppure da una parola greca ”artemes” (= sano) alludendo alle proprietà medicamentose delle piante del genere Artemisa.

## Distribuzione e habitat
Diffusa in forma spontanea soprattutto nell'Asia orientale ed in Giappone, su suoli nudi o erbosi di alta montagna e anche in riva al mare.

## Descrizione
Ha rizomi striscianti, fusto pubescente bianco, molto ramificato con un'altezza di 16–30 cm.

### Foglie
Può sviluppare foglie radicali e caulari, le foglie radicali appassiscono prima della fioritura; le mediane caulari sono di 3-4,5 cm, picciolate, bi-palmatofite, divise segmenti lineari di circa con lobo di 1 mm di larghezza, ottuso, densamente puescente, di colore argento su entrambe le superfici, le foglie superiori sono progressivamente più piccole , palmatofite o pinnato-divisa; le foglie più in alto sono lineari. 

### Infiorescenza
Di colore argento, mentre le gemme sono giallo-bianche insignificanti. L'infiorescenza di 4–5 mm, è formata da una pannocchia, peduncolo-bratteata; globosa o depresso-globoso di altezza circa 4 mm , phyllaries in 3 serie, embricate, densamente pubescenti setose, le brattee esterne leggermente più corte, ovate o ellittiche, brattee interne obovate, arrotondate all'apice; ricettacolo densamente peloso e di colore bianco, peli lunghi circa 1,2 mm.

### Fiore
Fiori femminili marginali con corolla di 1,6 mm; il disco fiorale ermafrodita ha una corolla di 2,5 mm, pentalobato, pelose all'apice, tubo di 1 mm di lunghezza. Fiorisce da agosto a novembre

### Frutti
Il frutto è un achenio obovato di circa 1,5 mm. L'aspetto è glabro.

## Moltiplicazione
- Riproduzione: la fecondazione avviene fondamentalmente tramite l'impollinazione dei fiori.
- Propagazione: Può essere propagata per talea.

## Varietà
Dalle varie checklist botaniche viene indicata una sola varietà non presente in Italia:
- var. Nana : ha un portamento più compatto e un'altezza che difficilmente supera i 15 cm.

## Principi Attivi
L'olio essenziale contiene neointermedeol e eudesm-11-en-4-ols.

## Usi
Un tempo venivano utilizzate le parti aeree in fitoterapia.

### Cucina
I fusti della pianta sono commestibili.

### Giardinaggio
Questa specie di artemisia e in particolar moda la varietà nana è utilizzata per la creazione di giardini rocciosi.